# Chonlachart Tongjinda
Chonlachart Tongjinda (thailändisch ชลชาติ ทองจินดา; * 31. März 2005) ist ein thailändischer Fußballspieler.

## Karriere
Chonlachart Tongjinda erlernte das Fußballspielen in der Jugend des Erstligisten Bangkok United. Am 1. Juli 2022 unterschrieb er einen Vertrag beim Drittligisten Samut Prakan FC. Mit dem Verein aus Samut Prakan spielte er 22-mal in der Bangkok Metropolitan Region der Liga. Ende Januar 2024 wechselte er in die zweite Liga. Hier unterschrieb er in Ayutthaya einen Vertrag beim Ayutthaya United FC. Sein Zweitligadebüt gab Tongjinda am 18. Februar 2024 (18. Spieltag) im Auswärtsspiel gegen den Lampang FC. Bei der 2:1-Niederlage wurde er in der 90. Minute für Moussa Sanoh eingewechselt. Am Ende der Saison 2023/24 belegte er mit dem Klub den sechsten Tabellenplatz und qualifizierte sich somit für die Aufstiegsspiele zur ersten Liga. Hier konnte man sich jedoch nicht durchsetzen. Am Ende der Saison 2024/25 feierte er mit Ayutthaya die Vizemeisterschaft der zweiten Liga sowie den Aufstieg in die erste Liga.

## Erfolge
Ayutthaya United FC
- Thailändischer Zweitligavizemeister: 2024/25  ▲